# Sabrina (cantante filipina)
Sabrina es una cantante filipina acústica.

## Biografía
Su nombre verdadero es Roli Alexandra "Xanxan" Orial, conocida artísticamente como Sabrina. Ella nació en Laguna el 30 de diciembre de 1989. Es la menor de tres hermanos.

## Educación
Ella cursa la carrera de BA Artes de la Comunicación en la Universidad de Filipinas, Los Baños, Laguna.

## Discografía

### Álbum de Estudio
- Couch Act (2004; Warner Music Philippines)
- Sabrina (2006; Vicor Music Corporation)
- I Love Acoustic (2008; MCA Music, Inc.)
- I Love Acoustic Too (2009; MCA Music, Inc.)

## Singles
- Muy Mundial
- (Hay) Siempre hay algo que me recuerde
- Bizaare Love Triangle
- La fijación de un corazón roto
- ¿Quién te rompieron el corazón?
- Desde aquel beso al cielo
- Noctámbulos
- Realmente me encantaría verte esta noche
- Salir de la cama
- I Only Wanna Be With You
- Me Say a Little Prayer
- (Te Amo), hoy más que ayer
- A Thousand Miles
- Superman
- Mejor Juntos
- Hero
- I'm With You
- Irreplaceable
- Mi Ángel de la Guarda
- Out of Reach
- Perfecto
- She Will Be Loved
- Así que por enfermedad
- La Razón
- Paraguas
- Camino Back Into Love
- Al Finaliza septiembre
- Cuando no dices nada en lo absoluto
- Tú y Yo
- You're Beautiful
- Tu ángel de la guarda